# College financieel toezicht Curaçao en Sint Maarten
Het College financieel toezicht Curaçao en Sint Maarten (Cft) is een orgaan dat toezicht houdt op de overheidsfinanciën van de landen Curaçao en Sint Maarten.
Het Cft is ingesteld bij de Rijkswet Financieel Toezicht en bestaat uit vier leden die worden benoemd door de Rijksministerraad op voordracht van respectievelijk Curaçao, Sint Maarten, Nederland. De voorzitter wordt benoemd op aanbeveling van de voorzitter van de Rijksministerraad.
Leden:
- Lidewijde Ongering (per 1 februari 2023), voorzitter
- Elizabeth de Cuba (per 1 oktober 2023), lid namens Curaçao
- Julisa Frans (december 2021), lid namens Sint Maarten
- Hans Hoogervorst (per januari 2022), lid namens Nederland

Oud-leden:
- Hans Weitenberg (2007-2011), voorzitter
- Afe Bakker, (2011-2017), voorzitter
- Raymond Gradus (2017-2023), voorzitter
- Ivan de Windt (2009-?), lid namens Curacao
- Alberto Romero (2007-2017), eerst toegevoegd namens de Antilliaanse regering; later lid namens Curaçao
- Roland Tuitt, (2007-2012), lid namens Sint Maarten
- Richard Gibson, (2012-2014), lid namens Sint Maarten
- Maria van der Sluijs-Plantz, (2015-2018), lid namens Sint Maarten
- Russell Voges, (2018-2021), lid namens Sint Maarten
- Margo Vliegenthart (2007-2011), lid namens Nederland
- Sybilla Dekker (2012-2018), lid namens Nederland
- Henk Kamp (2018-2021), lid namens Nederland
- Gregory Damoen (2017-2023), lid namens Curaçao

Het in werking treden van financieel toezicht door het College financieel toezicht Curaçao en Sint Maarten is overeengekomen in de Slotverklaring over de staatkundige hervorming van Curaçao en Sint Maarten van 2 november 2006. Belangrijk onderdeel van deze Slotverklaring was dat Nederland een groot deel van de schulden van de voormalige Nederlandse Antillen en de eilandgebieden zou saneren, om zo een gezonde uitgangspositie voor de nieuwe landen te creëren. Extern financieel toezicht zou nieuwe problemen op het terrein van de overheidsfinanciën in de landen moeten voorkomen. Op aanbeveling van de gemengde commissie ter evaluatie van de jaren 2015-2017 werd begin 2019 de Rijkswet Financieel Toezicht wederom met 3 jaar verlengd.
Het Cft werkt op organisatorisch vlak nauw samen met het College financieel toezicht Bonaire, Sint Eustatius en Saba (Cft BES) en het College Aruba financieel toezicht (CAft). Zo zijn hebben de drie colleges een gezamenlijk secretariaat. De heren Gradus en Kamp zijn lid van alle colleges.